# Paullu Inca
Huascar Túpac Paullu Inca ou Christobal Paullu Inca ( 1518 - 1549 ). Príncipe Inca, Senhor de Cusco e irmão de Manco Inca, Senhor de Vilcabamba . Paullu foi um estadista, militar e grande político, criticado pela história contemporânea do Peru pela aliança com os espanhóis na conquista do Peru.

## Biografia
Paullu Inca foi filho de Huayna Capac e Anas Colque , filha do curaca de Ruringuaylas. Era meio-irmão de Huascar , Atahualpa e Manco Inca .
Ele acompanhou Diego de Almagro , sócio de Francisco Pizarro , na primeira expedição mal sucedida de conquista de Chile em 1535 . Após seu retorno, Manco Inca se rebelou (1536), e Paullu foi nomeado novo Inca por Almagro na cidade de Cusco. 
Posteriormente Paullu Inca atuou em favor das tropas de Hernando Pizarro na guerra civil,  tentando sempre acompanhar o vencedor. Assumiu um papel ativo na conquista pelos espanhóis de Charcas e de Cochabamba, explorando habilmente os antigos conflitos interétnicos. Ele também colaborou com Francisco Pizarro em suas campanhas contra Vilcabamba. 
Paullu Inca reinou de 1537 a 1549 com a ajuda dos espanhóis, enquanto Manco Inca fugiu e reinou como rebelde inca em Vilcabamba entre 1537 e 1544.
Em contraste com seu irmão, que optou por se rebelar, Paullu Inca e seus descendentes masculinos cooperaram com os espanhóis, que desde o início estavam dispostos a incorporar a antiga realeza inca em um novo sistema político e social da colônia. Utilizando em sua vantagem documentos oficiais escritos para outros fins, como as Declarações dos Quipucamayos de Vaca de Castro. Esse documento possivelmente foi escrito entre 1603 e 1608 pelo frei agostiniano António Martinés, que advogou representando os descendentes de Paullo Inka.  Nele se declara que somente Huascar pode ser considerado legitimo sucessor de Huayna Capac, e que seus meios-irmãos Atahualpa e Manco Inca são bastardos pois suas mães não tinham nenhum título de nobreza. A aplicação do conceito europeu de bastardo mostra a força da hegemonia cultural. 
Este documento afirma que Paullu Inca foi aceito como Inca pelos índios e nobres de Collao, Charcas e outros lugares. Suas façanhas foram prontamente reconhecidas pelas autoridades espanholas quando acompanhou Almagro ao Chile, e quando cedeu novas tropas no lugar das que Gonzalo Pizarro perdera em Vilcabamba. Paullu Inca foi o primeiro nobre de cusquenho a adotar os costumes espanhóis e a ser batizado em 1545. A conversão de Paullu Inca beneficiou seus filhos e deu base legal para os direitos hereditários deles. 
Paullu Inca viveu em Cusco no Palacio de Colcampata (o mesmo de Manco Capac) até o dia de sua morte em 1549. Nos últimos dias de sua vida interveio nas negociações para que Sayri Tupac renunciasse em Vilcabamba.  

## Descendência
Paullu Inca casou-se com Catalina Toctoc Oxica (ou Ussica, da Panaca de Inca Roca), em seu leito de morte pelos ritos cristãos. Catalina era mãe de dois de seus filhos, Carlos Inquill Topa e Felipe Inquill Topa, os quais foram efetivados como seus legítimos herdeiros.
Mas Paullu Inca deixou uma prole numerosa fora do casamento. Todas essas outras crianças foram excluídas da herança em seu testamento, apesar de que um bom número delas foram reconhecidas em 1544 . Quase todas residam em Carmenca ao pé das muralhas de Sacsayhuaman e ao redor do Palácio de Carlos Inquill Topa, seu sucessor legal. Outros filhos viveram nas cidades de Azángaro e Copacabana del Inca , na atual região de Puno. 